# Ganascus ptinoides
Ganascus ptinoides är en skalbaggsart som först beskrevs av Schwarz 1878.  Ganascus ptinoides ingår i släktet Ganascus och familjen ögonbaggar. Inga underarter finns listade i Catalogue of Life.